# Ciornomorka, Oceac
Ciornomorka (în ucraineană Чорноморка) este o comună în raionul Oceac, regiunea Mîkolaiiv, Ucraina, formată numai din satul de reședință.

## Demografie
Componența lingvistică a comunei Ciornomorka
     Ucraineană (82,14%)
     Rusă (15,6%)
     Alte limbi (1,45%)
Conform recensământului din 2001, majoritatea populației comunei Ciornomorka era vorbitoare de ucraineană (82,14%), existând în minoritate și vorbitori de rusă (15,6%).